# Kazimierz Szefer
Kazimierz Jan Konstanty Szefer (ur. 12 września 1861 w Sielcu, zm. 10 kwietnia 1939 w Staszowie) – duchowny kalwiński, naczelny kapelan wyznania ewangelicko-reformowanego Wojska Polskiego.

## Życiorys
Kazimierz Jan Konstanty Szefer urodził się 12 września 1861 roku w Sielcu, w rodzinie Adolfa Szefera (1834–1901), tamtejszego pastora, i Zofii córki Jana Mozesa, pastora parafii w Zelowie. Jego przodkowie byli od 8 pokoleń pastorami kalwińskimi na terenie Małopolski.
W 1883 roku ukończył kieleckie gimnazjum, w którym poznał m.in. Stefana Żeromskiego. Naukę kontynuował na uniwersytecie w Dorpacie, gdzie w 1889 roku otrzymał stopień doktora nauk teologicznych.
Po powrocie z Dorpatu ordynowano go na wikariusza w Warszawie (24 lutego 1889). W 1895 roku wziął ślub z Zofią Rayską, córką dziedzica kalwińskich Niepokojczyc na Grodzieńszczyźnie. W 1891 roku skierowano go do Serejów na Suwalszczyźnie, objął tam zarząd nad lokalną parafią reformowaną w ramach Jednoty warszawskiej.
Po śmierci ojca w 1901 roku został pastorem zboru w Sielcu. W 1915 w wyniku działań wojennych przeniósł się do Warszawy, pozostając pastorem sieleckim do 1939 roku.
Z dniem 14 lutego 1920 roku został przyjęty do Wojska Polskiego do Sekcji Religijno-Wychowawczej jako naczelny kapelan wyznania ewangelicko-reformowanego w stopniu kapitana. Rozkazem z dnia 13 września 1921 roku został mianowany podpułkownikiem. 20 stycznia 1922 roku Konsystorz Kościoła Ewangelicko-Reformowanego nadał mu tytuł seniora, co było jednoznaczne ze stopniem wojskowym pułkownika.
3 maja 1922 roku został zweryfikowany w stopniu naczelnego kapela ze starszeństwem z dniem 1 czerwca 1919 roku i 1. lokatą w duchowieństwie wojskowym wyznania ewangelicko-reformowanego. 8 sierpnia 1922 roku został przemianowany na seniora z tym samym starszeństwem i lokatą.
Pomimo formalnego przeniesienia w stan spoczynku został zatrzymany w służbie czynnej. Do maja 1927 roku pełnił służbę w Wydziale Wyznań Niekatolickich Ministerstwa Spraw Wojskowych w Warszawie, a następnie pełnił obowiązki szefa Głównego Urzędu Duszpasterstwa Wyznania Ewangelicko-Reformowanego w Biurze Wyznań Niekatolickich Ministerstwa Spraw Wojskowych w Warszawie.
W 1931 roku został wybrany przez Konsystorz radcą duchownym Kościoła Ewangelicko-Reformowanego w RP.
Zmarł 10 kwietnia 1939 roku w Staszowie, w powiecie stopnickim, podczas wizytacji swojej rodzinnej parafii na Kielecczyźnie. 13 kwietnia 1939 roku został pochowany na cmentarzu parafialnym w Sielcu. W ceremonii pogrzebowej wziął udział między innymi ówczesny premier, generał dywizji Felicjan Sławoj Składkowski z małżonką i ks. Feliks Teodor Gloeh. Jego następcą na stanowisku naczelnego kapelana wyznania ewangelicko-reformowanego został Jan Józefat Potocki.
W małżeństwie z Zofią z Rayskich (1875–1972) miał sześcioro dzieci. 

## Ordery i odznaczenia
- Krzyż Oficerski Orderu Odrodzenia Polski (11 listopada 1937)[12]
- Złoty Krzyż Zasługi (16 marca 1928)[13]
- Medal Pamiątkowy za Wojnę 1918–1921[14]
- Medal Dziesięciolecia Odzyskanej Niepodległości[14]